# Пишванов (хутор)
Пишванов — хутор в Зерноградском районе Ростовской области России.
Входит в состав Донского сельского поселения.

## География

### Улицы
- ул. Интернациональная,
- ул. Мира,
- ул. Молодёжная,
- ул. Степная,
- ул. Школьная.

## Население
| 2010 |
| ---- |
| 408  |